# Le Rembrandt de la rue Lepic
Le Rembrandt de la rue Lepic è un cortometraggio del 1910 diretto da Jean Durand.

## Trama
Un uomo vende un presunto Rembrandt a una coppia in una brasserie di Rue Lepic, ma una donna inglese si siede accidentalmente sopra il dipinto e l'immagine rimane attacca alla sua gonna. Furiosa per non essere stata servita, se ne va, inseguita dai consumatori.